# 김엘림
김엘림(1958년 ~ )은 대한민국의 법학자이다. 2002년 한국방송통신대학교 법학과 교수로 임용되었다. 대외적으로는 한국젠더법학회장으로서 학술대회를 개최하고 각종 기고 활동 및 저술 활동을 하며 대중이 젠더 시각에 입각해 사유하도록 하는 데 기여하였다.

## 학력
- 이화여자대학교 법학과 학사, 석사, 박사 학위 취득
  - 전공과 전문분야: 사회법(사회보장법), 노동법, 젠더법학(법여성학, 여성인권)

## 경력
- 1983년 9월 1일 ~ 2002년 5월 14일: 한국여성개발원(현 한국여성정책연구원)의 법제연구 담당 연구자(법·정치연구부장, 선임연구위원, 노동조합 부위원장 역임)
- 1997년 2월 20일 ~ 1998년 2월 28일: 호주 시드니 대학교 로스쿨(University of Sydney, Law School)의 방문학자(Visiting Scholar)
- 2001년 8월 1일 ~ 2001년 11월 24일: 국가인권위원회 설립준비기획단 단원
- 2003년 11월 21일 ~ 2011년 8월 30일: 중앙노동위원회 공익위원
- 1988년 9월 1일 ~ 2012년 12월 31일: 한신대학교, 이화여자대학교, 이화여자대학교 정책대학원, 한양대학교, 숙명여자대학교, 서울대학교 대학원, 사법연수원 등의 강사
- 2002년 5월 15일 ~ : 한국방송통신대학교 법학과 전임교수
- 2007년 1월 13일 ~ : 한국젠더법학회 초대회장, 제6기~제8기 회장
- 2013년 6월 19일 ~ : 여성신문에 <김엘림의 젠더판례이야기> 연재물 집필
- 2014년 3월 1일 ~ : 한국방송통신대학교 사회과학대 학장
- 기타: 한국노동법학회 부회장, 한국여성학회 이사, 한국사회법학회 이사, 민주주의법학연구회 회원, 법무부의 법무자문위원회 위원, 새사람교회 임마누엘 성가대 대원 등

## 저서
- 《성폭력 가정폭력 관련법의 시행실태와 과제》. 한국여성개발원. 2000년. ISBN 9788986808896
- 《20세기 여성인권법제사》. 한국여성개발원. 2001년. ISBN 9788984910096
- 《사회보장법》. 한국방송통신대학교. 2006년. ISBN 9788920922657
- 《노동법1》. 한국방송통신대학교. 2007년. ISBN 9788920920417
- 《남녀평등과 법》. 한국방송통신대학교. 2007년. ISBN 8920920001[6]
- 《생활법률》. 한국방송통신대학교. 2007년. ISBN 9788920911675
- 《성차별 관련 판례와 결정례 연구》. 에피스테메. 2013년. ISBN 9788920011016

## 공저
- 조성은 등. 《21세기 인권》. 한국인권재단. 2000년. ISBN 8935652563
- 양현아 등. 《사회적 차별과 법의 지배》. 박영사. 2004년. ISBN 8910513012[7]
- 강이수 등. 《새 여성학 강의》. 동녘. 2005년. ISBN 9788972974826
- 이혜령 등. 《성·사랑·사회》. 지식의날개. 2006년. ISBN 9788920920493
- 박은정 등. 《노동법의 이론과 실천》. 박영사. 2008년. ISBN 9788910515227
- 김혜숙 등. 《여성주의 연구의 도전과 과제(각 학문 영역에서 이뤄온 여성 연구의 과거 현재 미래)》. 한울. 2013년. ISBN 9788946056077

## 잡지 기고
- 《노동법연구 제9호》. 관악사. 2000년. ISBN 2000470000102
- 《여성이론(반년간지) 통권 10호》. 여이연. 2004년. ISBN 0000562238
- 《feminist journal if 2004.겨울》. 이프(if). 2004년. ISBN 0000610593
- 《노동법학 34호》. 한국노동법학회. 2010년. ISBN 9771229214004
- 《법제연구 39호》. 한국법제연구원. 2011년. ISBN 9771226366003

## 상훈
- 국민포장(남녀고용평등 유공자)
- 정무장관(제2)장관상(여성정책 유공자)
- 노동부장관상(노동정책 유공자)
- 2018년 9월 - 국민훈장 모란장[8]